# 가요사랑콘서트
가요사랑콘서트는 아이넷TV에서 자체 제작하여 방송되는 음악 프로그램이다.

## 전속 코러스
- 뮤즈 코러스

※ 같은 아이넷TV 소속 프로그램 성인가요콘서트, 아이넷 스타쇼 등의 전속 코러스도 겸하고 있다.

## 전속 무용단
- 이카루스 무용단
- D.dolls(디돌스) 무용단

※ 위 무용단 중 일정상 녹화에 참여할 수 있는 무용단이 참여한다. 같은 아이넷TV 소속 프로그램 성인가요콘서트, 아이넷 스타쇼 등의 전속 무용단도 겸하고 있다.

## 방송 회차
| 회차 | 제목                                                    |
| ---- | ------------------------------------------------------- |
| 1회  |                                                         |
| 2회  | 사천 남일대 써머 페스티벌                               |
| 3회  | 제57회 백제 문화제 성공 기원                            |
| 4회  | 푸른방송과 아이넷방송이 함께하는                        |
| 5회  | 계양구민의 날 기념                                      |
| 6회  | 제35회 상록 문화제                                      |
| 7회  | 상주 감고을 축제 기념                                   |
| 8회  | 낭만 콘서트                                             |
| 9회  |                                                         |
| 10회 | 제13회 청양 고추, 구기자 축제                           |
| 11회 | 제17회 영등포구민의 날 기념                             |
| 12회 | 백제 문화제 전야제                                      |
| 13회 | 오이소/보이소/사이소                                    |
| 14회 | 제1회 오산 세교 한마음 축제                             |
| 15회 | 제14회 고성 명태 축제 기념                              |
| 16회 | NIB 남인천방송 디지털 가입자 10만 돌파 기념             |
| 17회 | 산청 엑스포 성공 개최 기원                              |
| 18회 | 영등포구민의 날 기념                                    |
| 19회 | 제2회 오산 세교 한마음 축제                             |
| 20회 | 제23회 청룡 문화제와 함께하는                           |
| 21회 | 티브로드 기남방송과 평택시민이 함께하는                 |
| 22회 | 제3회 오산 세교 한마음 축제                             |
| 23회 | 오창지역 시민들을 위한                                  |
| 24회 | 순천만 정원으로 떠나는 가을여행                         |
| 25회 | 광명시민의 날 기념                                      |
| 26회 | CJ 헬로비전 영서방송과 함께하는                         |
| 27회 | 당진 프리미엄 아울렛 오픈 기념                          |
| 28회 | 부강면 개청 100주년 기념                                |
| 29회 | 장고항 실치 축제 기념                                   |
| 30회 | 세계 태권도 한마당 기념 티브로드 기남방송과 함께하는    |
| 31회 | 제2회 인제 바퀴 축제 기념                               |
| 32회 | 거제 농수산물 종합 유통센터 오픈 기념                   |
| 33회 | CJ 헬로비전 부산방송과 함께하는 제24회 부산 자갈치 축제 |
| 34회 | 아중 호반 문화 예술제 기념                              |
| 35회 | 티브로드 한빛방송과 함께하는                            |
| 36회 | 티브로드 광진성동방송과 함께하는                        |
| 37회 | 티브로드 전주방송 리뉴얼 축하 한마당                    |
| 38회 | 제7회 통일 한마당 국민 한마음 잇기 기념                 |
| 39회 | 티브로드 수원방송과 수원시민이 함께하는                 |
| 40회 | 시화나래 마린 페스티벌 기념                             |
| 41회 | CJ 헬로비전 충남방송과 서산시민이 함께하는              |
| 42회 | 광진구민을 위한                                         |
| 43회 | CJ 헬로비전 나라방송과 의정부시민이 함께하는            |
| 44회 | 부산 동구민과 함께하는                                  |
| 45회 | 무안 전통시장 개장 기념                                 |
| 46회 | CJ 헬로비전과 기장군민이 함께하는                       |
| 47회 | CJ 헬로비전 충남방송과 당진시민이 함께하는              |
| 48회 | 의정부시민과 함께하는                                   |
| 49회 | 오산시민의 날 기념                                      |
| 50회 | 도봉구민과 함께하는                                     |
| 51회 | 지리산 국립공원 50주년 기념 남원시민과 함께하는         |
| 52회 | 수원 만석거 세계유산 등재 기념                          |
| 53회 | 광명시민과 티브로드 한빛방송이 함께하는                 |
| 54회 | 의정부시민과 함께하는                                   |
| 55회 | 광명 문화 예술 대축제 기념                              |
| 56회 | 대한민국 통합 의학 박람회 기념                          |
| 57회 | 기흥 호수시민공원 페스티벌 기념                         |
| 58회 | 당진 탑동초등학교 개교 50주년 기념                      |
| 59회 | 제15회 한국 농업 경영인 전라북도대회 기념               |
| 60회 | 대구시 신청사 북구 유치 기원                            |
| 61회 | 제6회 부산 시니어일자리 증진대회 기념                   |
| 62회 | 제6회 완주 곶감 축제 기념                               |
| 63회 | 인천 동구 문화 체육센터 개관 기념                       |
| 64회 | 개장 363주년, 제43회 대구 약령시 한방 문화 축제 기념    |
| 65회 | 제6회 마한 전국 가요제 기념                             |
| 66회 | 완주 방문의 해 기념                                     |
| 67회 | 제16회 한국 농업 경영인 전라북도대회 기념               |
| 68회 | 제22회 강원도 수산업 경영인의 날 기념                   |
| 69회 | 제26회 무주 반딧불 축제 기념                            |
| 70회 | 제7회 마한 전국 가요제 기념                             |
| 71회 | 의령 신번 문화 축제 기념                                |
| 72회 | 개장 364주년, 제44회 대구 약령시 한방 문화 축제 기념    |
| 73회 | 제29회 부산 자갈치 축제 기념                            |
| 74회 | 제17회 한국 후계 농업 경영인 전라북도대회 기념          |
| 75회 | 제44회 함양중학교 총동창회 기념 함양군민과 함께하는     |
| 76회 | 제8회 마한 전국 가요제 기념                             |
| 77회 | 제9회 정관 생태 하천 학습 문화 축제 기념                |
| 78회 | 산청 대포숲                                             |
| 79회 | 창립 67주년 양주축산농협 조합사랑 전이용 대회 기념      |

## 같이 보기
- 성인가요콘서트 (아이넷TV)
- 아이넷 스타쇼 (아이넷TV)
- 가요무대 (KBS 1TV)
- 열린음악회 (KBS 1TV)
- 전국노래자랑 (KBS 1TV)
- MBC가요베스트 (MBC NET)
- 전국 TOP 10 가요쇼 (CJB)